# Đoàn văn nghệ Aleksandrov

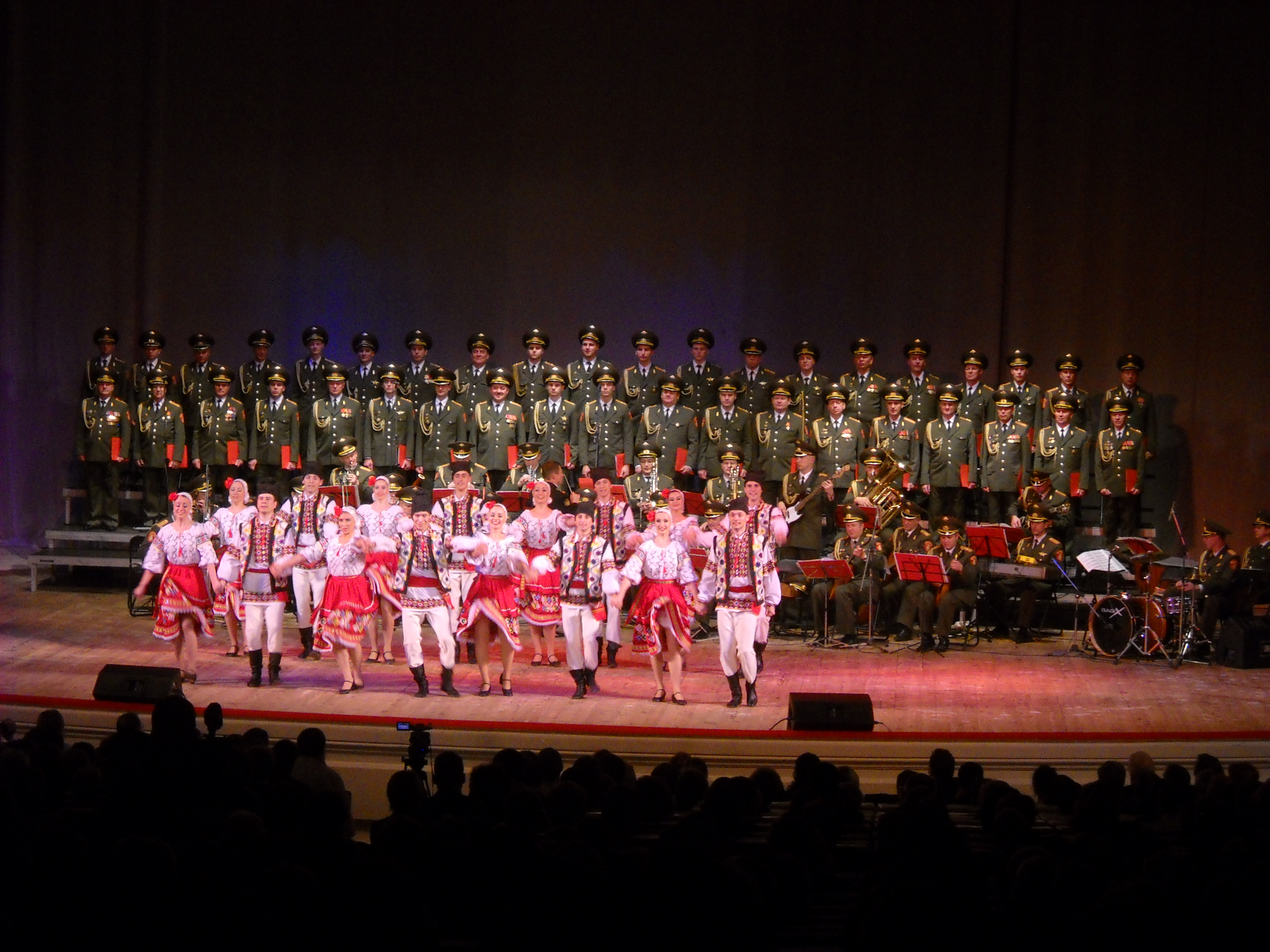
Đoàn múa của ca đoàn Alexandrov tại Warszawa năm 2009

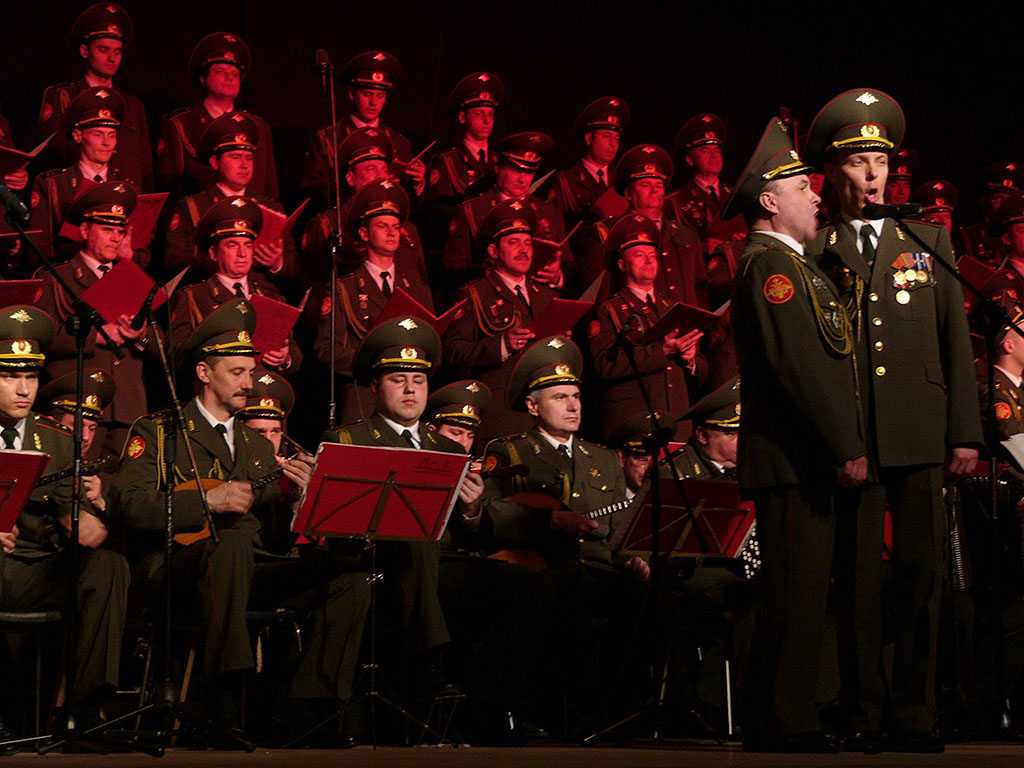
Ca đoàn Alexandrov, Bielsko-Biala, 2006

Đoàn Ca múa nhạc Quân đội Nga hai lần Hàn lâm Cờ Đỏ, Huân chương Sao Đỏ mang tên A.V. Aleksandrov hay Đoàn văn nghệ Aleksandrov (tiếng Nga: Академический дважды Краснознамённый, ордена Красной Звезды ансамбль песни и пляски Российской Армии имени А. В. Александрова или Анса́мбль Алекса́ндрова; thường được gọi là Dàn hợp xướng Hồng quân tại Tây Âu) là đoàn văn nghệ chính thức của Lực lượng vũ trang Liên bang Nga. Ca đoàn được thành lập trong thời kỳ Xô Viết, thành phần gồm một dàn hợp xướng nam, một dàn nhạc giao hưởng và một đoàn múa.
Đoàn văn nghệ Alexandrov không chỉ phục vụ khán giả ở Nga mà còn lưu diễn trên toàn thế giới, biểu diễn một loạt thể loại âm nhạc bao gồm dân ca, thánh ca, aria opera và âm nhạc đại chúng. Các tiết mục trứ danh có thể kể ra đây là "Hò kéo thuyền trên sông Volga", "Katyusha", "Kalinka" và "Ave Maria".
Ca đoàn được đặt tên theo tên vị giám đốc đầu tiên của đoàn Aleksandr Aleksandrov (1883–1946). Tên chính thức từ năm 1998 là Đoàn ca múa hàn lâm Quân đội Nga mang tên A. V. Alexandrov (tiếng Nga: Академи́ческий анса́мбль пе́сни и пля́ски Росси́йской А́рмии и́мени А. В. Алекса́ндрова).
Một bi kịch đã xảy ra vào ngày 25 tháng 12 năm 2016, khi giám đốc nghệ thuật Valery Khalilov cùng 63 thành viên khác của đoàn đã tử nạn trong vụ rơi máy bay Tupolev Tu-154 xuống Biển Đen ngay sau khi máy bay cất cánh từ thành phố nghỉ mát Sochi của Nga. Các ca sĩ và vũ công đang trên đường tới Syria để diễn phục vụ quân đội Nga nhân dịp lễ Giáng sinh của Chính thống giáo.
Năm tuần sau biến cố bi thảm, đoàn đã được tái tổ chức để kịp tham gia lễ kỷ niệm Ngày Bảo vệ Tổ quốc vào ngày 18 tháng 2 năm 2017. Những thành viên mới của đoàn đều được tuyển chọn thông qua các buổi thử giọng do Bộ Quốc phòng Nga tổ chức vào ngày 15 và 27 tháng 1 năm 2017. Kể từ ngày 7 tháng 6 năm 2016, Đại tá Gennady Sachenyuk trở thành Giám đốc nghệ thuật sau đó là chỉ huy chính và Trưởng đoàn kể từ ngày 24 tháng 3 năm 2017. Vào năm 2019, Dàn hợp xướng Hồng quân lưu diễn vòng quanh thế giới để kỷ niệm 90 năm thành lập.

## Thành phần

### Nghệ sĩ độc tấu
Những nghệ sĩ độc tấu đáng chú ý nhất: 
- Evgeny Belyaev
- Victor Ivanovich Nikitin
- Leonid Kharitonov
- Mark Reizen
- Georgi Pavlovich Vinogradov

### Bè

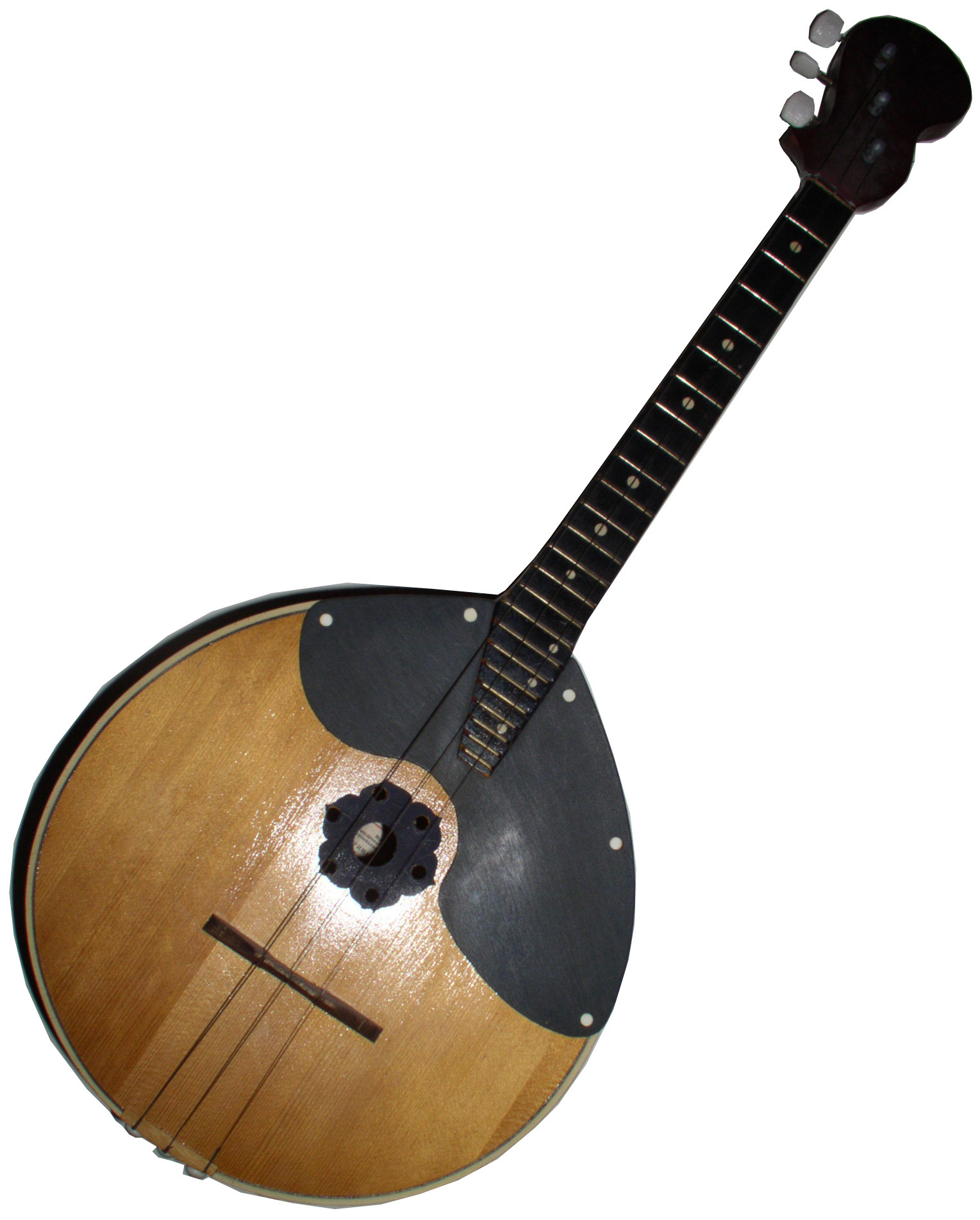
Đàn domra của Nga

Dàn hợp xướng chủ yếu hợp thành từ các tiểu nhóm ca sĩ nam với các giọng tenor, baritone và bass. Từ đầu thập niên 1950 cho đến ít nhất là năm 1965, cách phân chia như sau (cũng tùy bài hát): (1) countertenor; (2) tenor nhóm 1; (3) tenor nhóm 2; (4) baritone; (5) bass nhóm 1; (6) bass nhóm 2; (7) profoos basso.

### Dàn nhạc
Dàn nhạc giao hưởng Alexandrov đã trở thành hình mẫu cho các thế hệ đoàn văn nghệ sau này tại Liên Xô, là một tập hợp các nghệ sĩ chơi nhạc cụ truyền thống Nga và nhạc cụ phương Tây, bao gồm balalaika, domra, bayan, contrebasse, bộ gỗ, bộ đồng, và bộ gõ. Một số nhạc công nổi tiếng:
- Nhạc công balalaika Boris Stepanovich Feoktistov (1910-1988). Bên phương Tây, bản thu âm nổi tiếng nhất của ông là Kamarinskaya (1963).[7][8][9]
- Nghệ sĩ độc tấu kèn trumpet A. Molostov, ghi dấu ấn qua các bản thu cũ của bài "Đôi mắt huyền".[10]
- Nghệ sĩ đàn bayan Victor Gridin cũng từng là một thành viên của dàn nhạc.[11]

### Vũ công

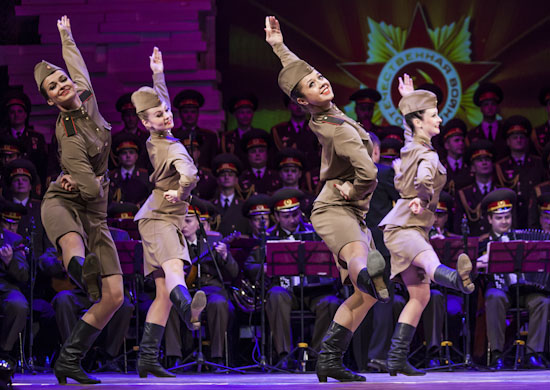
Vũ công Alexandrov

Một số điệu múa do đoàn văn nghệ dàn dựng là Vũ điệu Zaparozhtsi, Vũ điệu kỵ binh Cossack, Vũ điệu Cossack, Vũ điệu chiến sĩ, và Vũ điệu thủy thủ. Một số trong số này được biểu diễn bởi cả nam và nữ, trong khi có những bài múa như Vũ điệu kỵ binh Cossack thì chỉ có vũ công nam.

## Giải thưởng
- Đĩa vàng (1961) của Viện Đĩa hát Pháp, trao tặng vì bản ghi âm hay nhất
- Đĩa vàng (1964) của Công ty Chant Du Monde của Pháp, trao tặng vì doanh số đĩa hát
- Huân chương Chiến công của Mông Cổ (1964)
- Huân chương Sao Đỏ của Tiệp Khắc (1965)
- Đĩa vàng (1974) của Công ty NOK của Hà Lan, trao tặng vì doanh số đĩa hát
- Hai lần nhận Huân chương Cờ Đỏ
- Danh hiệu danh dự (1979) [12]